# مذبحة توزلة
في 25 مايو 1995 شن جيش جمهورية صرب البوسنة هجوم بالمدفعية على مدينة توزلا خلف 71 قتيل و240 جريح. يُعرف الحدث أيضا باسم مذبحة توزلا.

## الخلفية
في انتخابات عام 1990 فاز الاشتراكيون الديمقراطيون بالسيطرة على بلدية توزلا مما جعلها البلدية الوحيدة في البوسنة والهرسك حيث لم يكن حزب العمل الديمقراطي الاجتماعي في السلطة. على الرغم من ذلك أعلن عمدة توزلا آنذاك دعمه لجمهورية البوسنة والهرسك المشكلة حديثا. وشكلت حكومة حرب في المدينة وشكلت قوة شرطة وجيش متعددة الأعراق في بداية الأعمال العدائية. في بداية الحرب الأهلية البوسنية كانت قوات جيش يوغوسلافيا الشعبي لا تزال حامية في وسط توزلا وكانت تحت حصار فعلي. في 15 مايو 1992 وافقت سلطات توزلا على السماح سلميا للقوات اليوغوسلافية بالانسحاب من الحامية والإجلاء إلى صربيا المجاورة. على الرغم من الانسحاب المتفق عليه تعرضت قافلة القوات المنسقة لكمين من قبل القوات البوسنية مما أدى إلى مقتل أكثر من 100 شخص. بعد هذا الحادث أقامت وحدات من جيش جمهورية صرب البوسنة مواقع مدفعية شرق المدينة.

## أعمال القتل
في الفترة ما بين 25 مايو و 28 مايو 1995 تم إطلاق عدد من قذائف المدفعية على توزلا من مواقع جيش جمهورية صرب البوسنة بالقرب من قرية بانييك على جبل أوزرين على بعد حوالي 25 كم غرب توزلا. في 25 مايو 1995 (عيد ميلاد المارشال تيتو وترحيل الشباب في يوغوسلافيا السابقة) في الساعة 20:55 انفجرت قذيفة شديدة الانفجار أطلقتها قطعة مدفعية قطرها 130 ملم في مقهى يقع في ساحة كابيا. قُتل 71 شخص وجُرح 240. وكان جميع الضحايا من المدنيين وتراوح عمر غالبيتهم بين 18 و25 عام. أدلى رئيس بلدية توزلا سليم بيشلاغيتش ببيان أمام مجلس الأمن التابع للأمم المتحدة في نفس اليوم وصف فيه جيش جمهورية صرب البوسنة بـ «الفاشيين» وحث على «استخدموا القوة من أجل الله والبشرية». في 25 و26 مايو شن الناتو ضربات جوية ضد مستودعات ذخيرة جيش جمهورية صرب البوسنة في بالي بعد انتهاكات مناطق الاستبعاد وقصف المناطق الآمنة التابعة للأمم المتحدة.
شيعت جنازات الضحايا بعد أربعة أيام الساعة 4 فجرا تفاديا لمزيد من القصف. تم دفن 51 من أصل 71 ضحية معا في مقبرة الحرب في الحديقة.
افتتحت بلدية توزلا متحف تذكاري صغير بالقرب من كابيا حيث نتذكر الحقائق الثابتة حول مذبحة 25 مايو 1995 وضحاياها الواحد والسبعين بما في ذلك جميع الوثائق من المحاكمة وذلك بفضل التعاون مع البلقان شبكة البحوث الاستقصائية.

## محاكمة الجناة
نوفاك جوكيتش ضابط سابق في جيش جمهورية صرب البوسنة أُلقي القبض عليه في بانيا لوكا في 7 نوفمبر 2007. في وقت الهجوم كان جوكيتش قائد المجموعة التكتيكية أوزرين. بدأت محاكمته في 11 مارس 2008. وفي 12 يونيو 2009 أدانت محكمة البوسنة والهرسك جوكيتش وحكمت عليه بالسجن 25 عام. في 10 سبتمبر 2010 رفضت هيئة الاستئناف طعون جوكيتش باعتبارها لا أساس لها من الصحة وأيدت الحكم الابتدائي الصادر في 12 يونيو 2009 بكامله.
تم الإفراج عن جوكيتش في فبراير 2014 بعد أن ألغت المحكمة الدستورية للبوسنة والهرسك سلسلة من الأحكام بسبب سوء تطبيق القانون (قضية مكتوف-داميانوفيتش). في محاكمة جديدة حُكم عليه مرة أخرى بالسجن لمدة 20 عام في يونيو 2014. هرب جوكيتش وظهر في صربيا البلد الذي حصل أيضا على جنسيته. وصدرت مذكرة توقيف بحقه في أكتوبر 2014 دون جدوى. ثم طلبت البوسنة والهرسك من صربيا على أساس البروتوكولات القائمة بشأن التعاون القضائي تنفيذ الحكم النهائي ضد جوكيتش في صربيا.
بدأت الإجراءات في صربيا فقط في فبراير 2016. استخدم دفاع جوكيتش الإجراءات للمطالبة ببراءته ونشر النظريات التاريخية التحريفية حول مذبحة كابيا في توزلا. كما أخر جوكيتش المحاكمة بعدم حضوره الجلسات لأسباب صحية مزعومة (دخول المستشفى في الأكاديمية الطبية العسكرية). في عام 2018 ادعى الخبراء أن جوكيتش كان عاجز مؤقتا وأخر المحاكمة لمدة عام آخر.
وفقا لمعايير الاتحاد الأوروبي المؤقتة لعام 2016 للفصل 23 من مفاوضات الانضمام إلى الاتحاد الأوروبي من المتوقع أن تشارك صربيا في «تعاون إقليمي هادف وعلاقات حسن جوار في التعامل مع جرائم الحرب من خلال تجنب تضارب الاختصاصات وضمان محاكمة جرائم الحرب دون أي تمييز. . يجب حل جميع القضايا العالقة في هذا الصدد بشكل كامل».

## التحريفات التاريخية
في عام 2009 صرح رئيس وزراء جمهورية صرب البوسنة ميلوراد دوديك أن الهجوم مدبر وشكك في مذبحة ماركالي في سراييفو. رفعت بلدية توزلا تهما ضد دوديك بسبب هذه التصريحات. رفعت مدينة سراييفو تهما جنائية ضد دوديك بتهمة إساءة استخدام السلطة والتحريض على الكراهية العرقية والإثنية والدينية. وقال مكتب الممثل السامي إن دوديك نفى جرائم الحرب المرتكبة وذكر أنه «عندما تأتي مثل هذه الوقائع المنحرفة من مسؤول في موقع مسؤولية عالية فإن المسؤول ملزم باحترام اتفاقات دايتون للسلام والتعاون مع محكمة لاهاي إذن فهم غير مسؤولين بشكل خاص ويقوضون ليس فقط المؤسسات المسؤولة عن دعم سيادة القانون ولكن مصداقية الفرد نفسه».
في مارس 2019 في مقابلة مع صحيفة التابلويد الصربية فيتشرني نوفوستي ادعى جوكيتش أنه «يستحق أن يكون اسمه على نصب توزلا التذكاري» وألقى باللوم في الهجوم على قنبلة خبأها «سبعة إرهابيين إسلاميين». تم تغريم القناة العامة لراديو وتلفزيون جمهورية صرب البوسنة التي أبلغت عن البيانات التنقيحية في وقت لاحق بمبلغ 6.000 يورو من قبل وكالة تنظيم الاتصالات في البوسنة والهرسك لخرقها «النزاهة والحياد» وكذلك «حماية الخصوصية». كرر راديو وتلفزيون جمهورية صرب البوسنة مرة أخرى في مايو 2019 المواقف التنقيحية حول براءة جوكيتش.
في نوفمبر 2019 حضر جوكيتش الترويج لرواية «بوابة توزلا - مأساة مسرحية» وهي رواية مراجعة كتبها إيليا برانكوفيتش ونظمتها وزارة الدفاع الصربية في قاعة المؤتمرات بقاعة الجيش الصربي في بلغراد. انتقدت مفوضة مجلس أوروبا لحقوق الإنسان دنيا مياتوفيتش الترويج للكتاب وقالت إنه «تزييف للحقائق حول الجريمة التي وقعت في عام 1995 في البوسنة والهرسك». أدين أيضا من قبل عضو مجلس الرئاسة للبوسنة والهرسك شفيق ديافيروفيتش رئيس لجنة البرلمان الأوروبي لتحقيق الاستقرار وضم صربيا إلى الاتحاد الأوروبي تانيا فاجون ومبادرة شباب صربيا من أجل الإنسان الحقوق. تم الترويج للكتاب مرة أخرى في كروشيفاتش في 17 يناير 2020 وكرالييفو في 20 فبراير 2020.

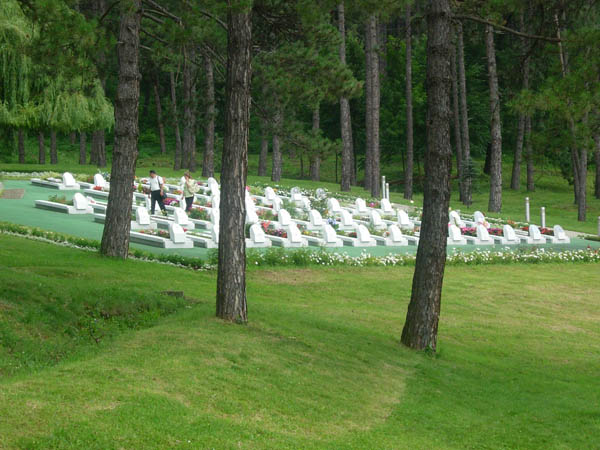
مجمع "سلانا بانيا" التذكاري.